# Francesco Dell'Anno
Francesco Dell'Anno (Baiano, 4 giugno 1967) è un ex calciatore italiano, di ruolo centrocampista.

## Caratteristiche tecniche
Dotato di buona tecnica, fantasia e guizzi, era un trequartista che disponeva di un'ottima visione di gioco e che spiccava per gli assist forniti ai compagni piuttosto che per i gol realizzati.

## Carriera
Si forma nelle giovanili della Lazio per poi esordire in prima squadra, il 28 ottobre 1984 nella partita Lazio-Cremonese (2-1). Con i biancocelesti gioca nella successiva stagione in Serie B, con Luigi Simoni in panchina.
Dopo un lungo peregrinare nella serie cadetta e in Serie C1 con Arezzo, Taranto e Udinese, torna nella massima serie con i friulani nella stagione 1992-1993. Dopo 2 reti in 30 partite, dove segna anche nello spareggio di Bologna contro il Brescia, viene acquistato dall'Inter per 14 miliardi di lire, dove rimane fino all'ottobre del 1996.
Chiude senza grandi acuti la sua carriera in Serie B con le casacche di Salernitana, Ravenna e Ternana, per poi ritirarsi al termine della stagione 2001-2002.

## Palmarès

### Club
- Coppa UEFA: 1

Inter: 1993-1994